# Альвеар, Юри
Юри Альвеар (исп. Yuri Alvear Orejuela; род. 29 марта 1986, Хамунди, Валье-дель-Каука) — колумбийская дзюдоистка, выступающая в категории до 70 кг. Первая и единственная олимпийская медалистка по дзюдо из Колумбии, трёхкратная чемпионка мира, и шестикратная Панамериканская чемпионка по дзюдо.

## Биография
В 2012 году на летних Олимпийских играх в Лондоне в четвертьфинале проиграла французской дзюдоистке Люси Декосс (в итоге завоевавшей золотую медаль), но в полуфинале победила опытную словенку Рашу Сраку и в борьбе за третье место победила китаянку Чэнь Фэй, в итоге завоевав бронзовую медаль в весовой категории до 70 кг.

## Выступления на Олимпиадах
| Олимпиада           | Дисциплина              | Место   |
| ------------------- | ----------------------- | ------- |
| Пекин 2008          | дзюдо, женщины до 70 кг | 7 место |
| Лондон 2012         | дзюдо, женщины до 70 кг | 3 место |
| Рио-де-Жанейро 2016 | дзюдо, женщины до 70 кг | 2 место |